# (846) Lipperta
(846) Lipperta – planetoida z pasa głównego asteroid.

## Odkrycie
Została odkryta 26 listopada 1916 roku w Hamburg-Bergedorf Observatory w Bergedorfie przez Waltera Gyllenberga. Nazwa  pochodzi od Eduarda Lipperta, niemieckiego biznesmena i filantropa, fundatora astrografu dla Hamburg-Bergedorf Observatory. Przed nadaniem nazwy planetoida nosiła oznaczenie tymczasowe (846) 1916 AT.

## Orbita
(846) Lipperta okrąża Słońce w ciągu 5 lat i 188 dni w średniej odległości 3,12 au. Należy do planetoid z rodziny Themis.